# الفیجی
الفیجی  یک منطقهٔ مسکونی در عربستان سعودی است که در استان مدینه واقع شده‌است.